# Остропольский переулок
Остро́польский переу́лок — переулок в Центральном районе Санкт-Петербурга. Проходит от Лиговского проспекта до улицы Константина Заслонова.

## История
Первоначально — Скорняков переулок (с 1849 года). Назван в честь домовладельца.

С 1860 по 1875 год — Скорняжный переулок.

Современное название дано 15 декабря 1952 года по селу Старый Острополь в ряду улиц, названных в память освобождения советских городов в годы Великой Отечественной войны.

## Объекты
- дом 1 — детский сад № 107